# Inscrição de Um Leisum
A inscrição de Um Leisum (em georgiano: უმმ ლეისუნის წარწერა) é um lápide de calcário com uma inscrição em língua georgiana escrita em asomtavruli que foi descoberta em 2002 depois do recomeço das escavações em 1996, num mosteiro georgiano do período bizantino, no bairro de Um Leisum, a 4,5 quilômetros a sudeste d Cidade Antiga de Jerusalém, encontrada numa cripta sepulcral sob o mosaico de chão policrômico.
No total aproximados 24 sepultamentos foram descobertos na cripta. Com base nas estimativas de sexo dos esqueletos, todos eles eram homens adultos, como seria esperado num mosteiro. O ocupante da tumba  mais importante identificado por uma inscrição georgiana foi cerco "bispo João", que foi também o mais velho e sua época frisou seu estatuto especial.. Ele teria 66 ou 67 anos quando morreu, e sofria de osteoporose. A inscrição é o primeiro exemplo conhecido do etnônimo ႵႠႰႧႥႤႪႨ (cartevélico, ou seja, georgiano) em algum artefato arqueológico, tanto na Terra Santa como na Geórgia.
A inscrição cobre uma área de 81 por 49 centímetros na tumba. É datada do final do século V ou primeira metade do século VI. A inscrição é guardada pelo Jardim Arqueológico de Cnessete.

## Inscrição
| “ | ႤႱႤႱႠႫႠႰႾႭჂ ႨႭჀႠႬႤႴႭჃႰ ႲႠႥႤႪႤႮႨႱႩႭႮႭ ႱႨႱႠჂႵႠႰႧႥႤ ႪႨႱႠჂ | ” |

- Tradução: "Essa é a tumba de João, bispo de Purtavi, um georgiano."